# Leioheterodon madagascariensis
Leioheterodon madagascariensis (Duméril & Bibron, 1854) è un  serpente della famiglia Lamprophiidae, endemico del Madagascar.